# Драпак Володимир Мар’янович
Драпак Володимир Мар'янович (13 червня 1978 Сторожинець, Чернівецька область — 13 травня 2007, Київ) — автор і ведучий музичних програм Національного радіо і телебачення, співзасновник і ведучий фестивалів «Прем'єра пісні», «Пісенне джерело», «Осіннє рандеву».

## Життєпис
Народився 13 червня 1978 року в місті Сторожинець на Буковині в родині правоохоронця Мар'яна Ілліча Гаденка та вчителя історії Ольги Володимирівни Гаденко. Закінчив у Чернівцях середню школу № 9 (сьогодні це Чернівецька гімназія № 4).
Поступив та успішно закінчив у 2000 році Чернівецький державний університет імені Юрія Федьковича, історичний факультет, спеціальність — політолог.
Після військової служби в підрозділі внутрішніх військ працюєвав автором, редактором та ведучим музичних програм Національного радіо і телебачення під творчим псевдонімом Володимир Драпак.
Започаткував разом з батьком Всеукраїнський радіофестиваль «Прем'єра пісні», популяризуючи творчість молодих українських виконавців Наталії Бучинської, Алли Кобилянської, Івана Красовського, Івана Дерди, Павла Мрежука, Ніни Мирводи, Інеш, Ольги Юнакової та ін., які згодом отримали почесні звання заслужених та народних артистів України.
Брав активну участь як співзасновник та ведучий фестивалів «Пісенне джерело», «Доля», «Осіннє рандеву» . З переможцями фестивалів проїхав понад 600 населених пунктів України де взяв особисту участь у понад 1000 концертів.

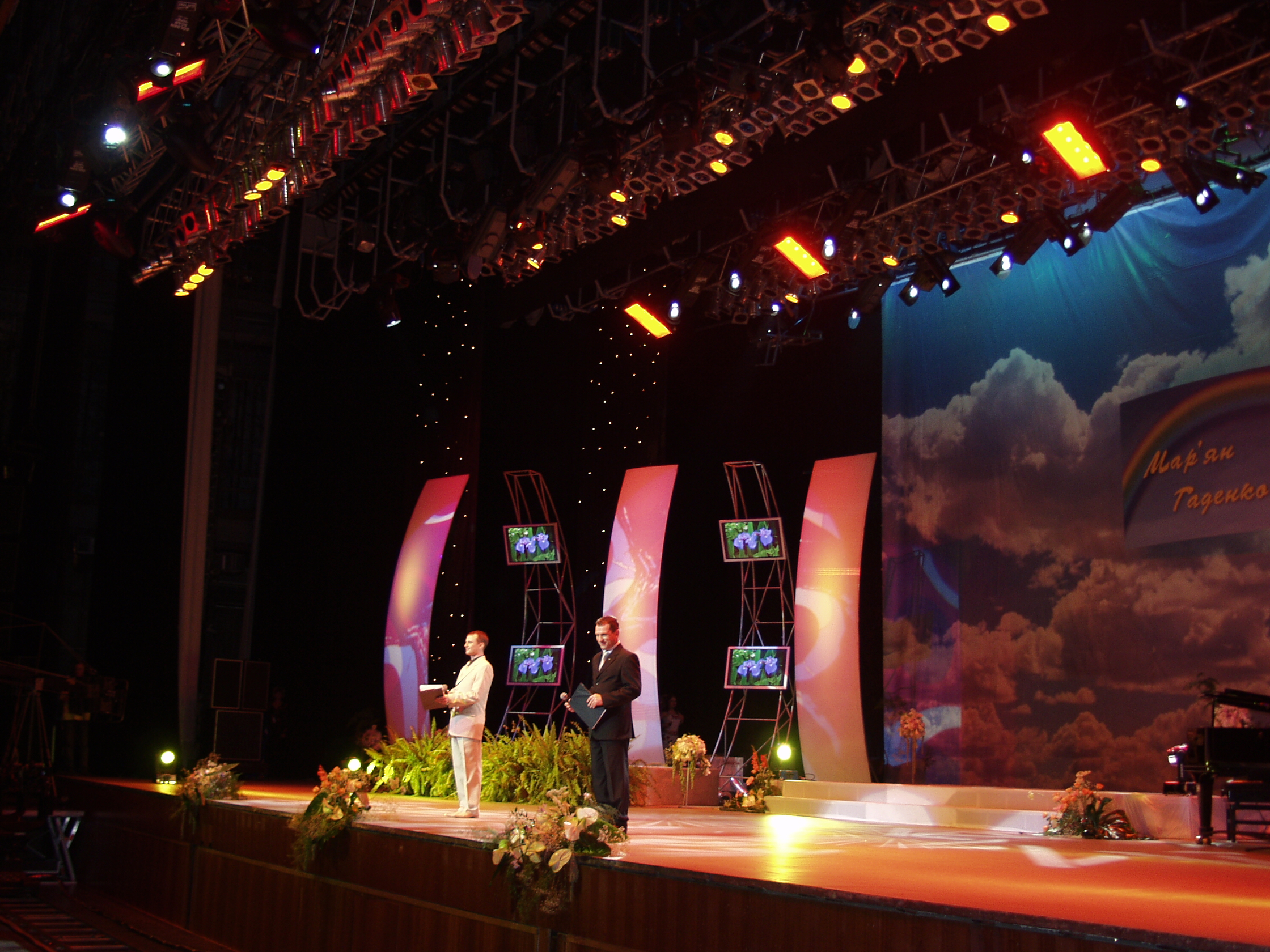
На сцені Національного палацу «Україна»
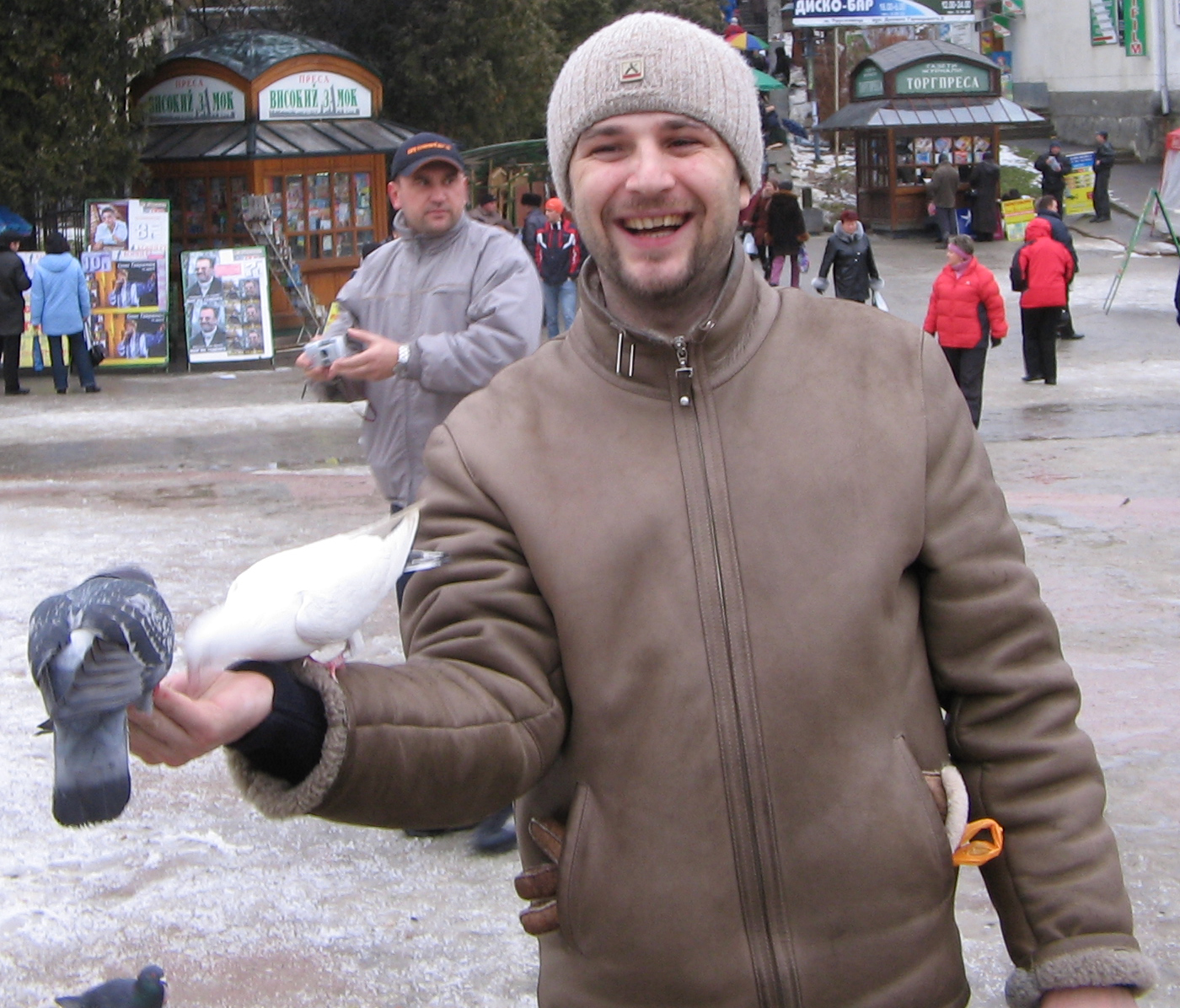
Годує голубів з руки
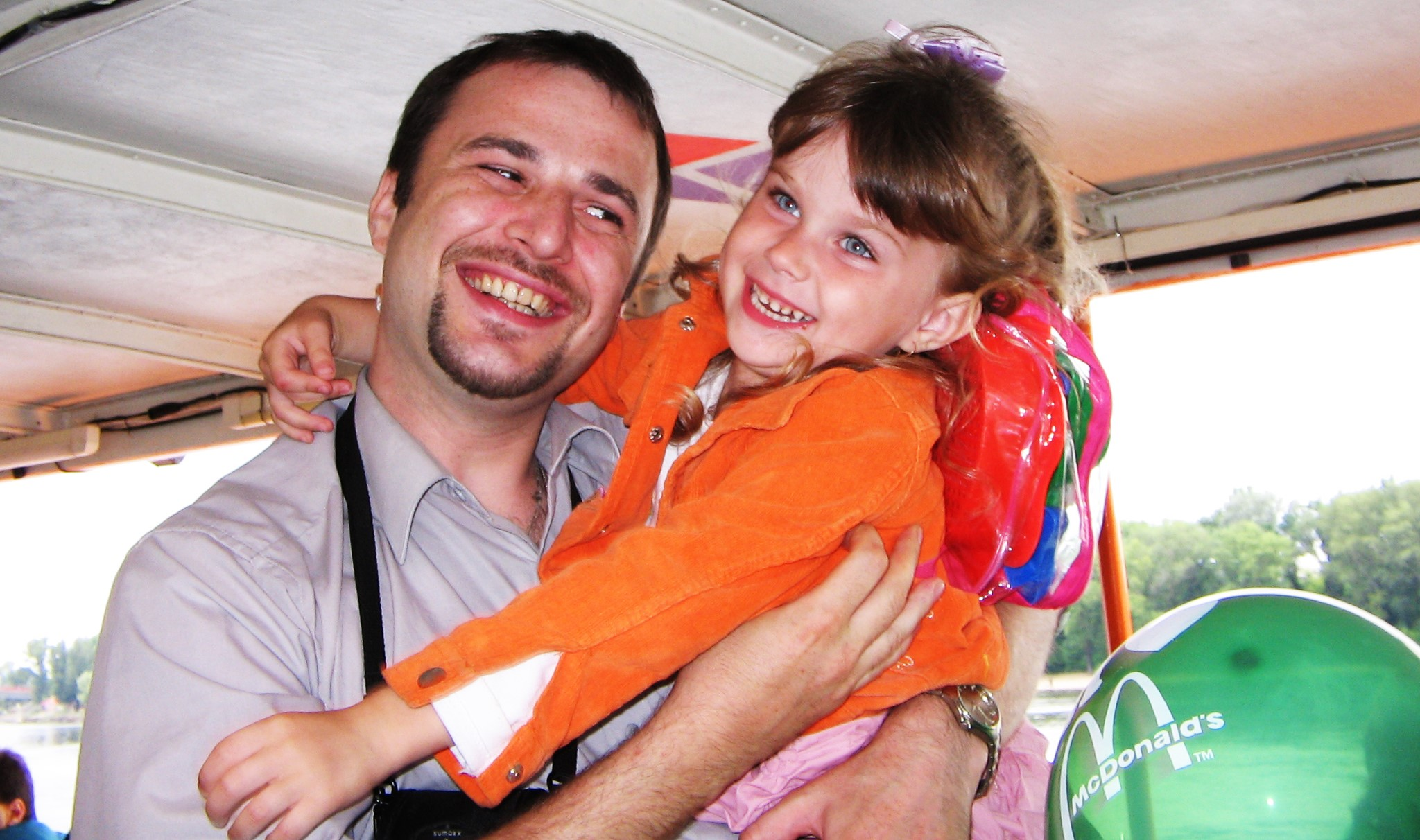
З донькою Валерією
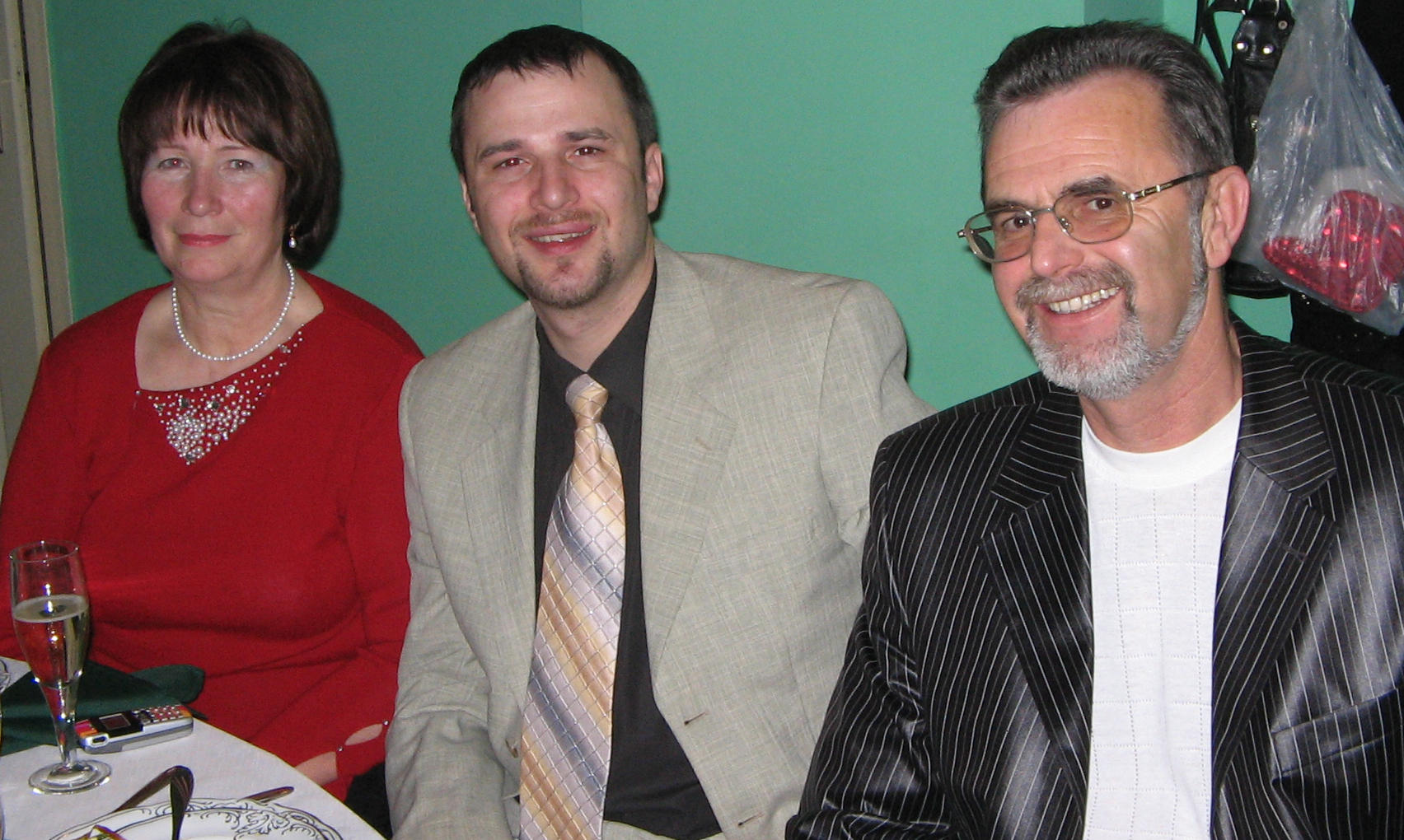
З батьками Ольгою Володимирівною та Мар'яном Іллічем
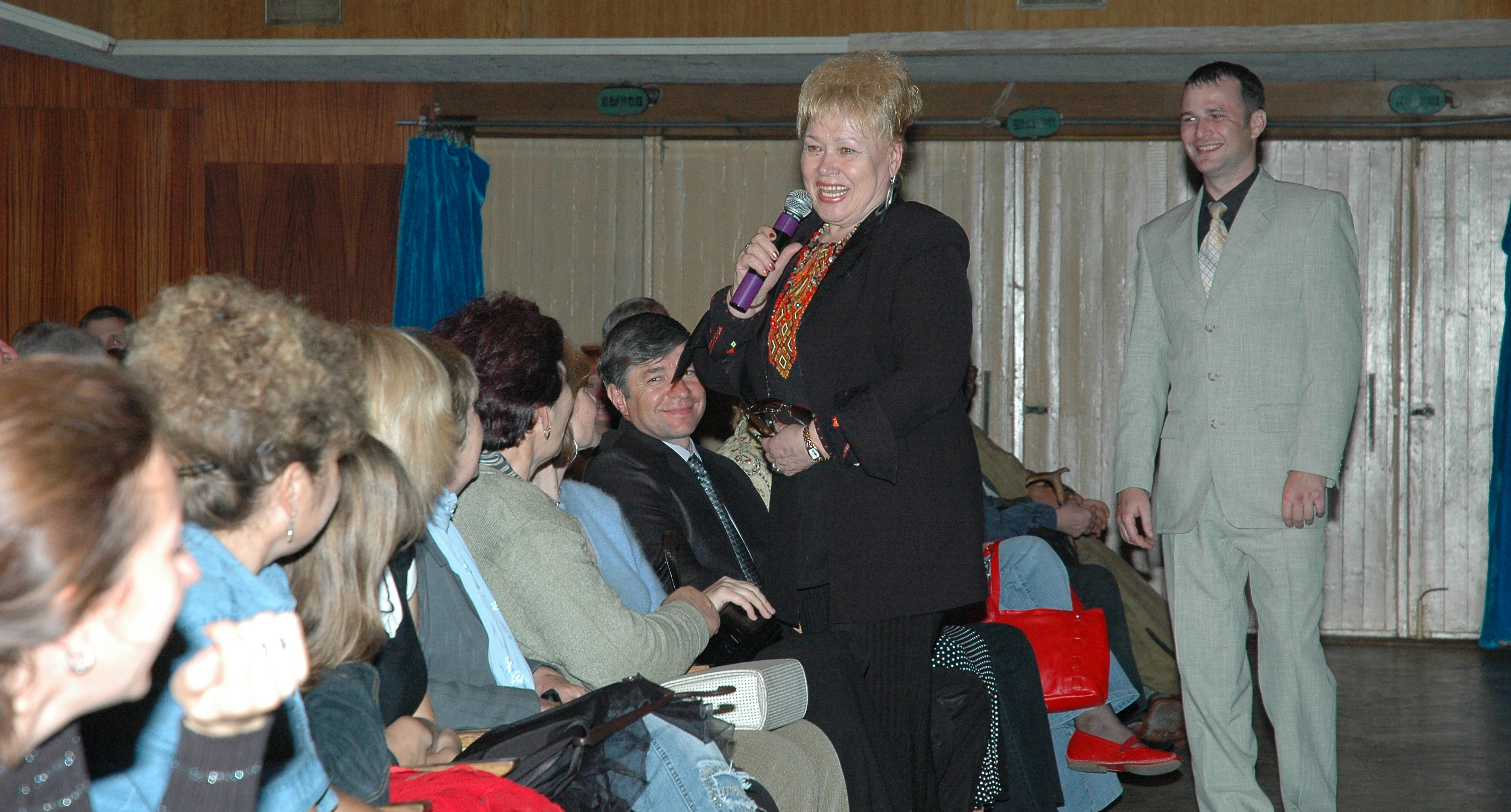
З Ганною Чубач
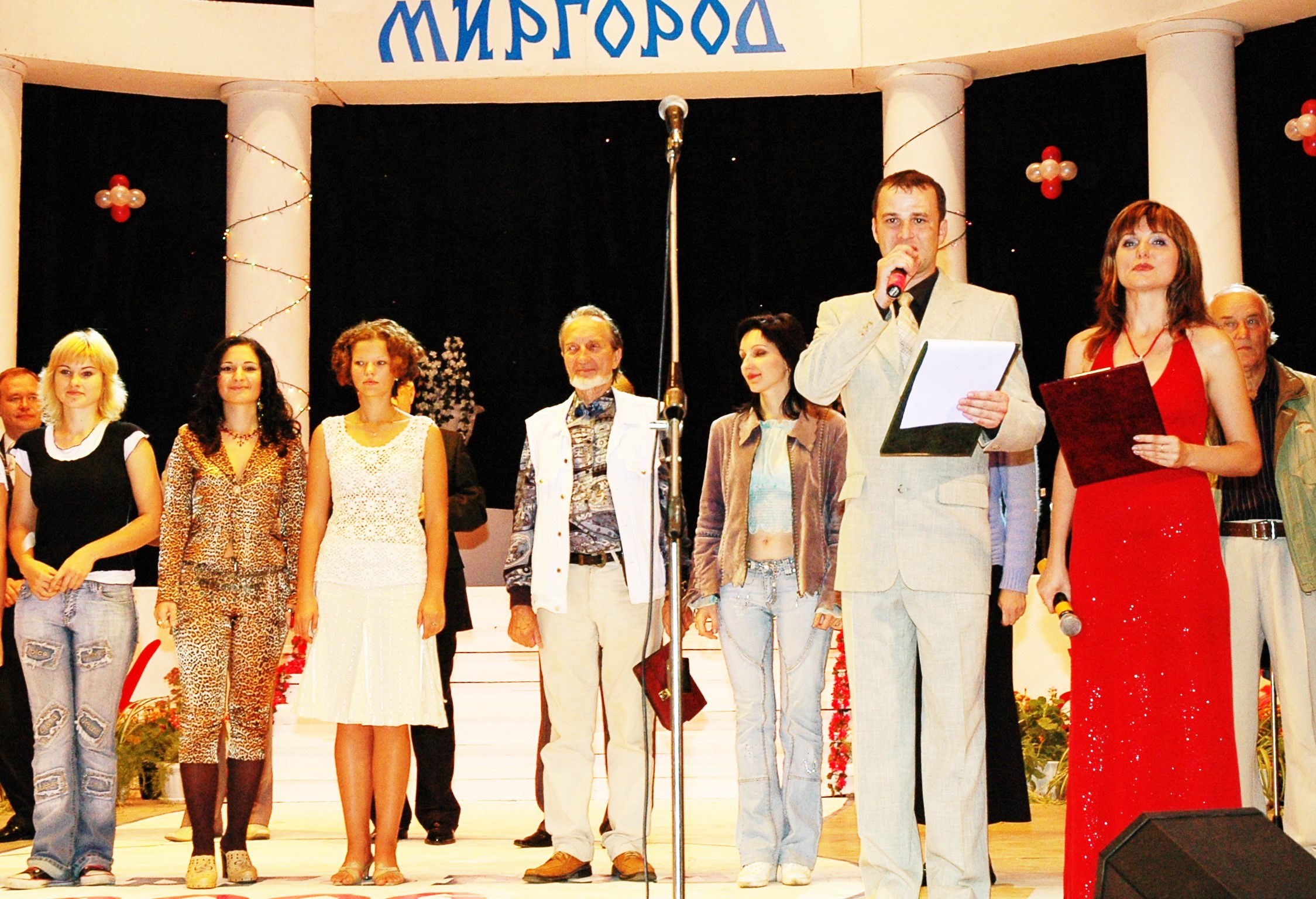
«Осіннє рандеву»
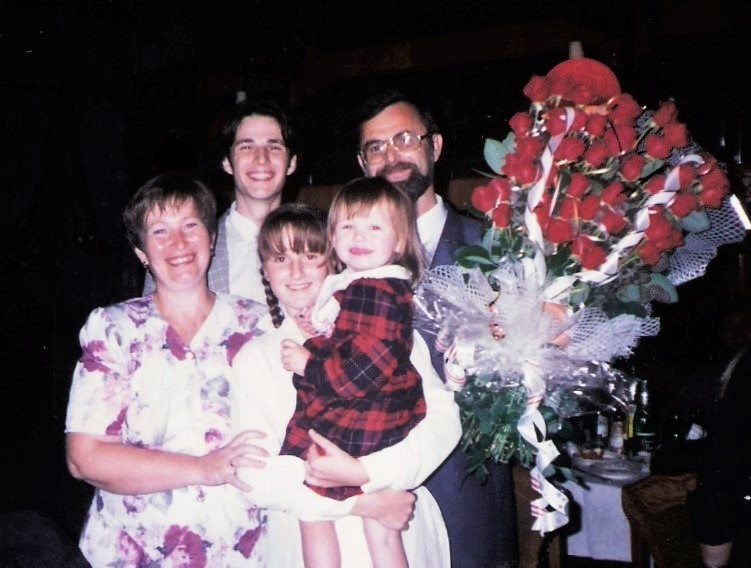
В родинному колі
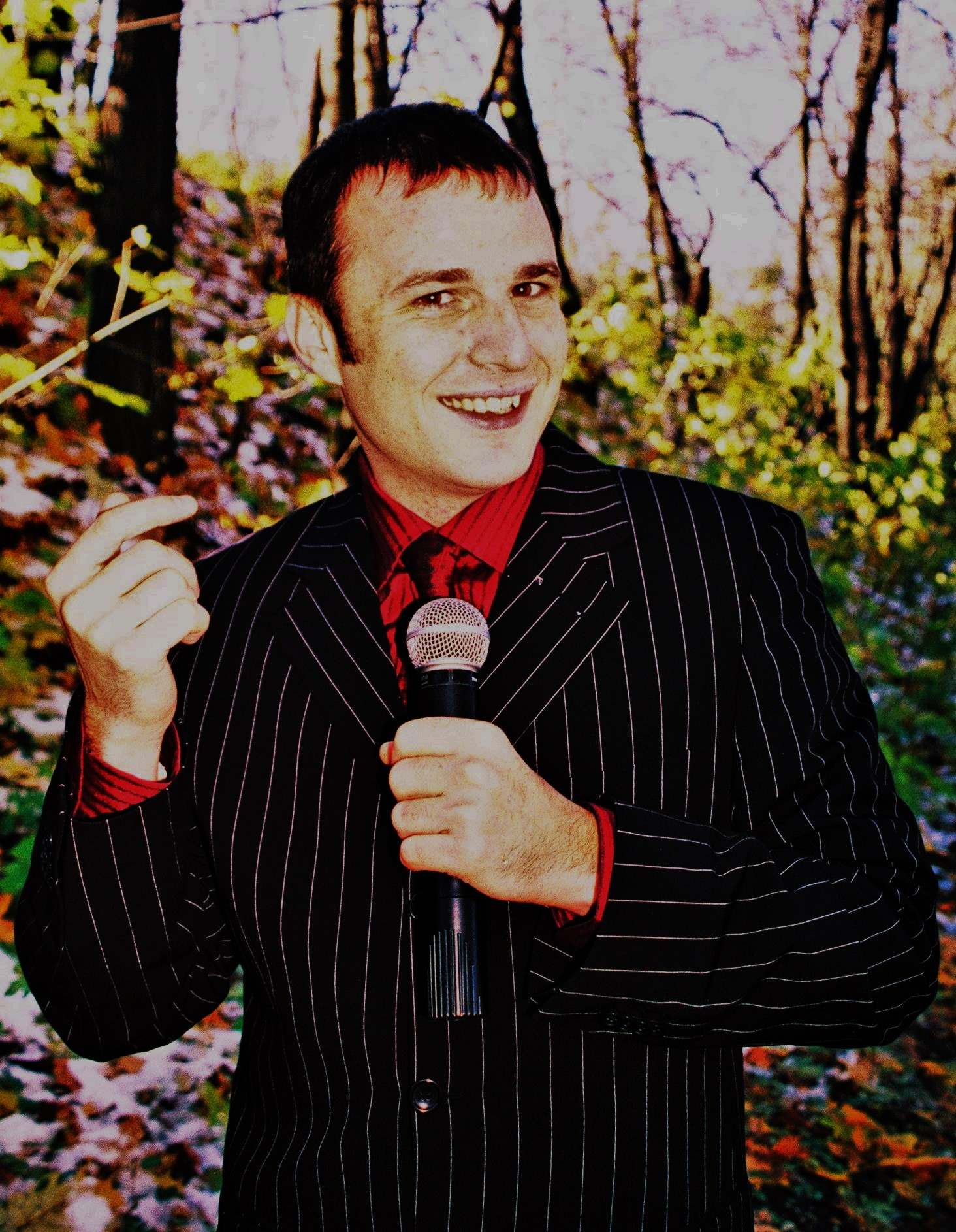
З мікрофоном

Трагічно загинув 13 травня 2007 року. Свою останню перед загибеллю програму завершив словами «Любіть одне одного — і Бог полюбить вас».
Голова Верховної Ради України Олександр Мороз 16.05.2007 направив телеграму співчуття родині загиблого

## Нагороди
- почесна відзнака Київської міської державної адміністрації (подяка Київського міського Голови),
- відзнака Національної програми «МИСТЕЦЬКИЙ ОЛІМП УКРАЇНИ».

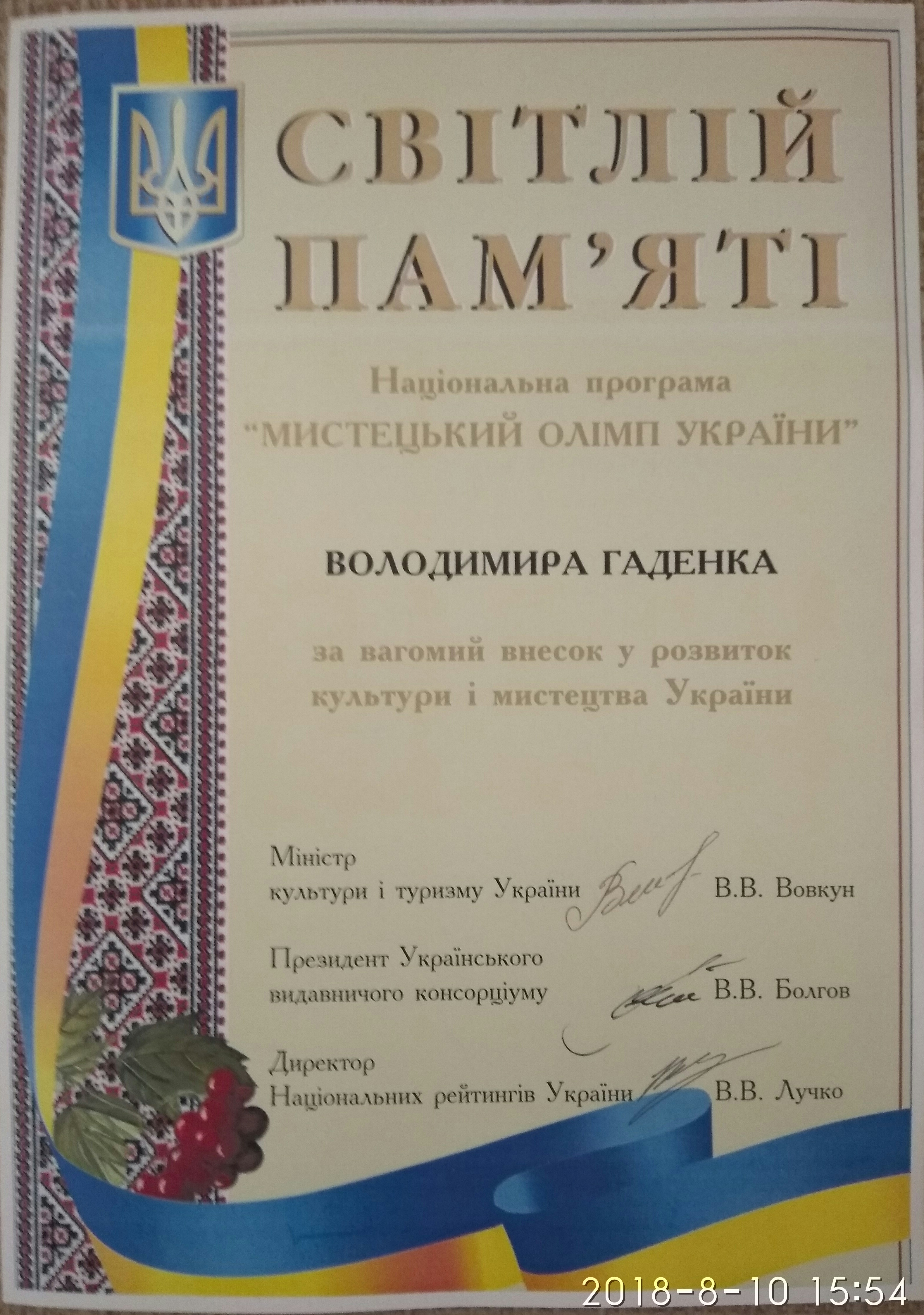
Відзнака Національного мистецького олімпу
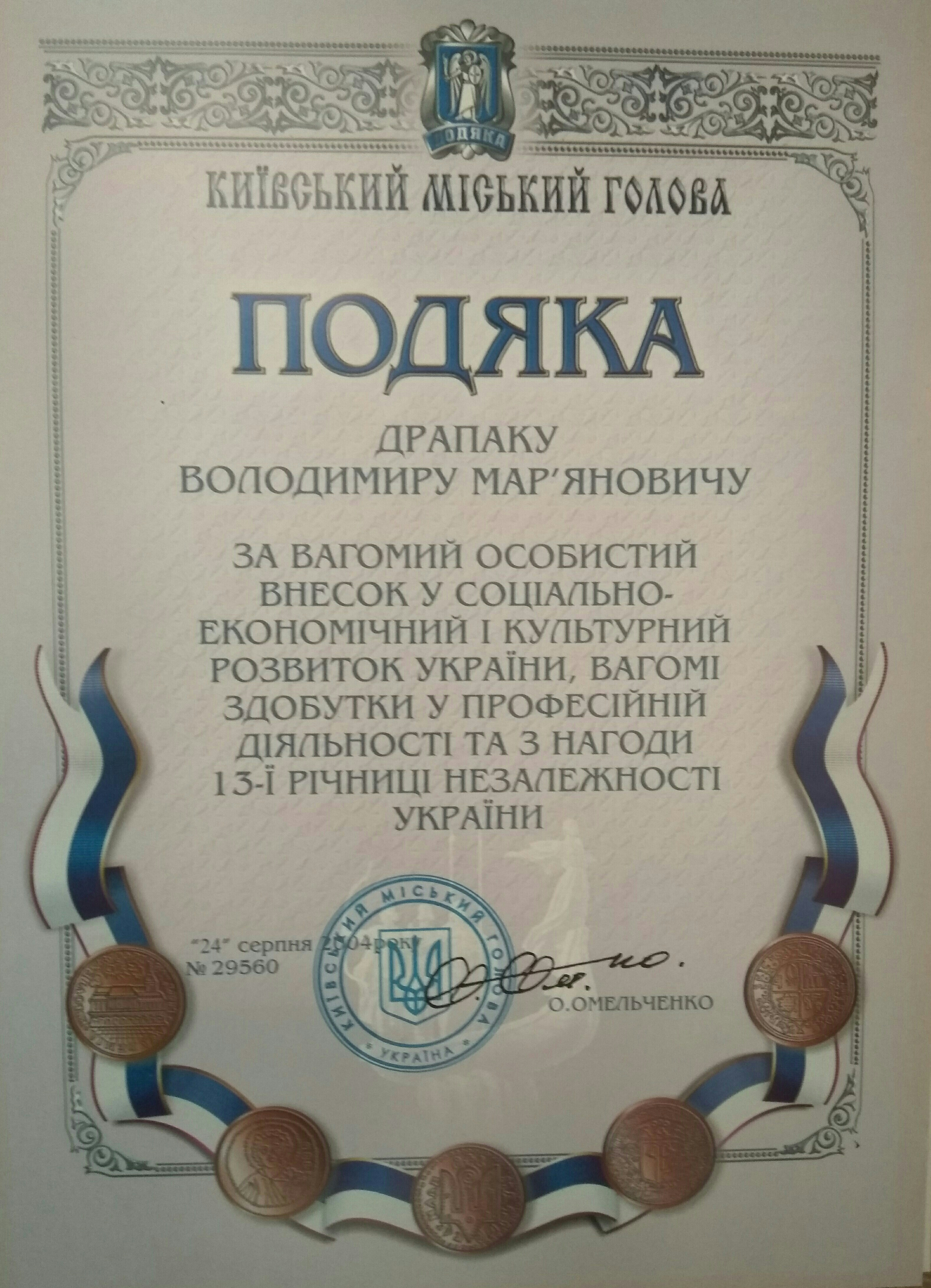
Подяка Київського міського Голови